# 토요타 가이아
토요타 가이아(Toyota Gaia)는 토요타에서 1998년부터 2004년까지 생산한 미니밴이다. 입섬과는 형제 차종이며, 칼디나의 플랫폼을 공유했다. 형제 차종인 입섬보다 전장은 90mm, 전고는 20mm 더 컸다. 엔진은 3S-FE 형 직렬 4기통 DOHC 2,000cc의 가솔린 엔진과 3C-TE 형 직렬 4 기통 SOHC 2,200cc 터보 디젤 엔진이 각각 장착되었다. 구동 방식은 전륜구동과 4륜구동인데, 4륜구동 모델은 가솔린 엔진만 장착되었다. 변속기는 칼럼식 4단 자동이 탑재되었다. 토요페트 딜러에서 판매되었다.

## 1세대
- 1998년 5월에 출시되었다.

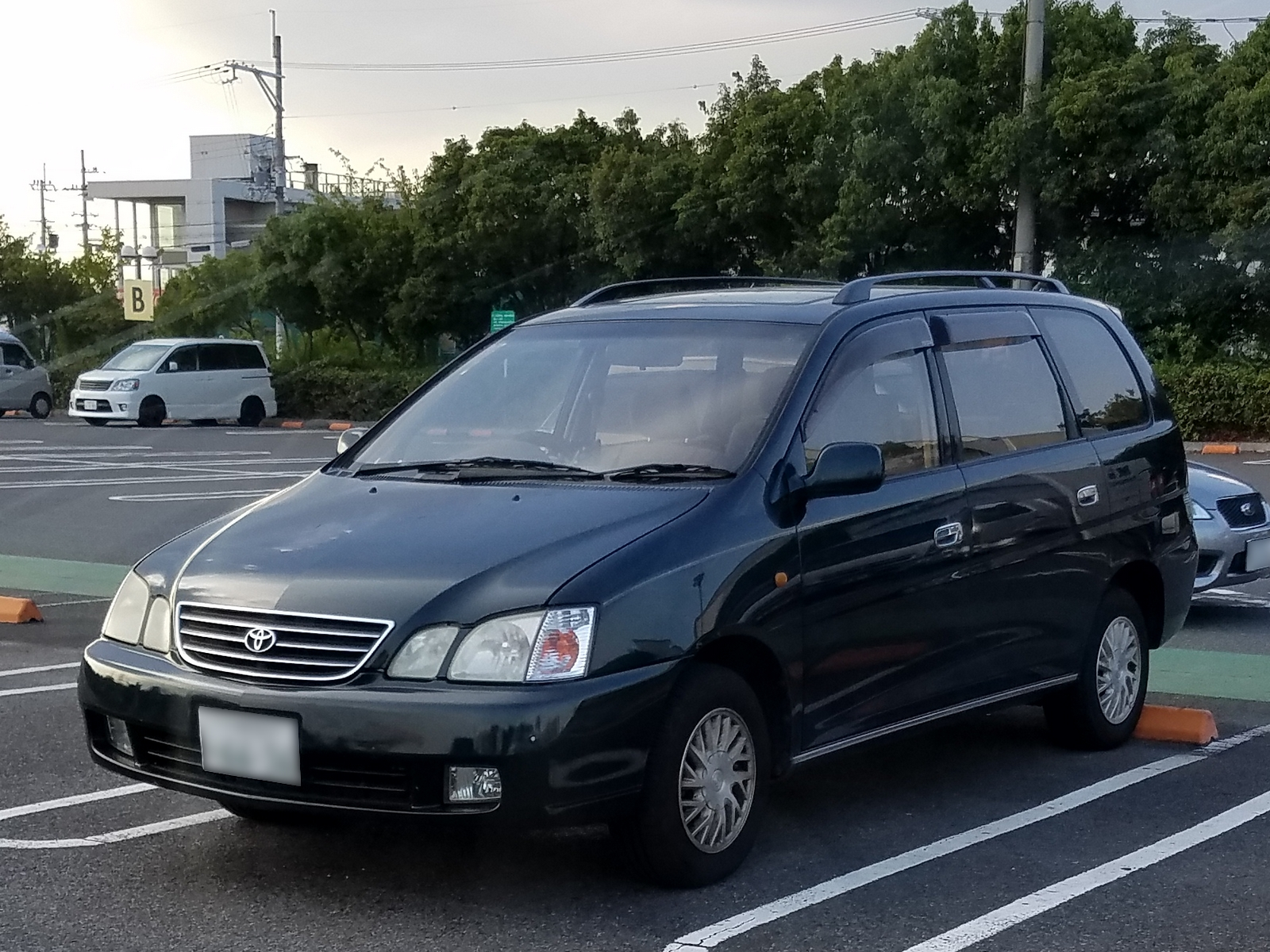
토요타 가이아 (전기형) 정측면

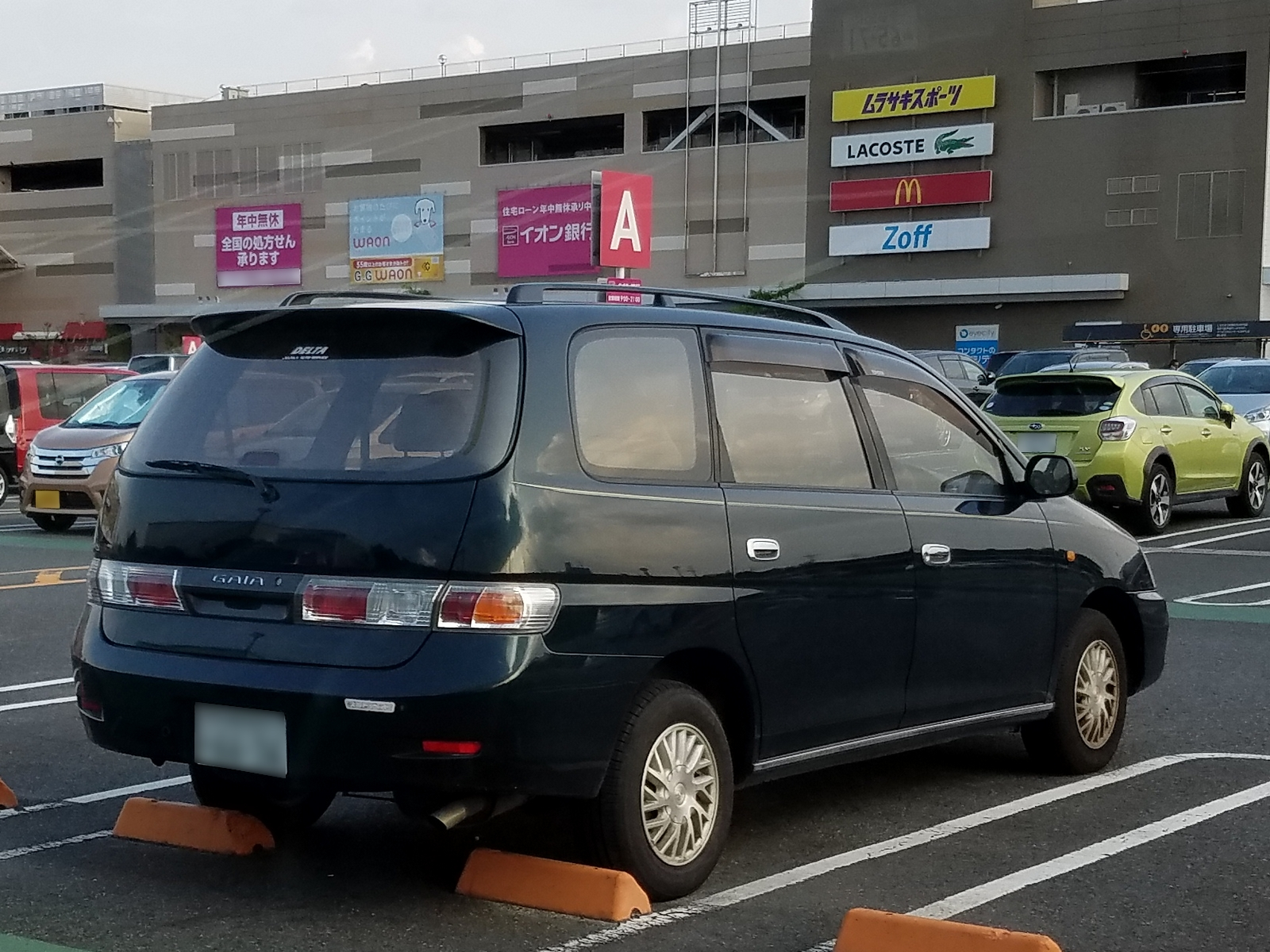
토요타 가이아 (전기형) 후측면

- 2000년 4월에는 에어로 패키지가 추가되기도 했는데, 역대 토요타 차량 중 최초로 백업 카메라를 장착했다.
- 2001년 4월에 마이너 체인지를 거치면서 림 크기가 15인치로 늘어났고, 토요타 G-Book의 전신인 DVD 기반의 네비게이션이 장착된 모델이 옵션으로 선보였다. 전륜구동 가솔린 엔진 모델이 3S-FE에서 1AZ-FSE 엔진으로 대체됐다.
- 2002년 8월에 4륜구동에서도 3S-FE에서 1AZ-FSE 엔진으로 대체됐다.
- 2004년 9월에 후속 차종인 아이시스의 출시로 단종되었다.

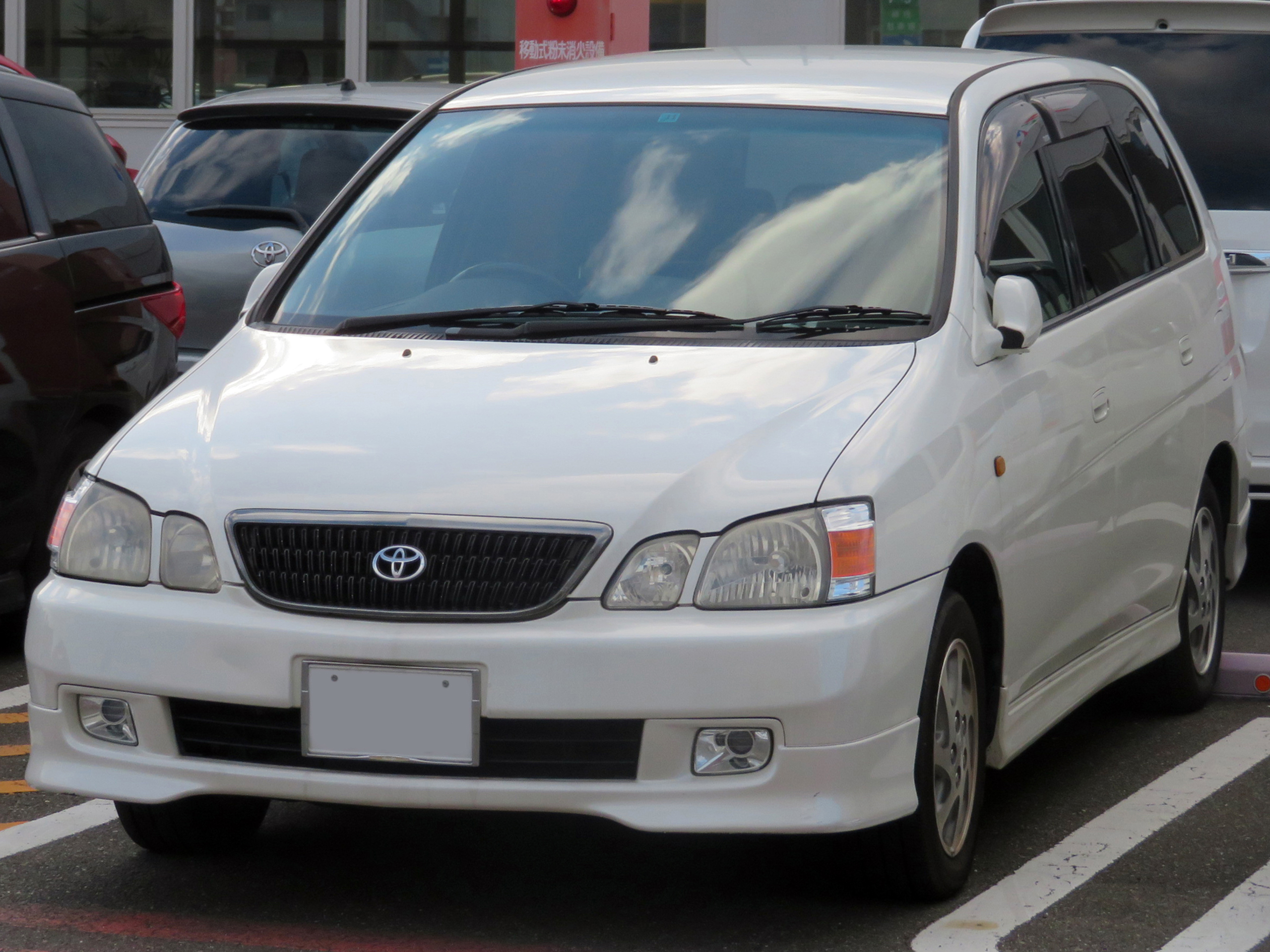
토요타 가이아 (후기형) 정측면
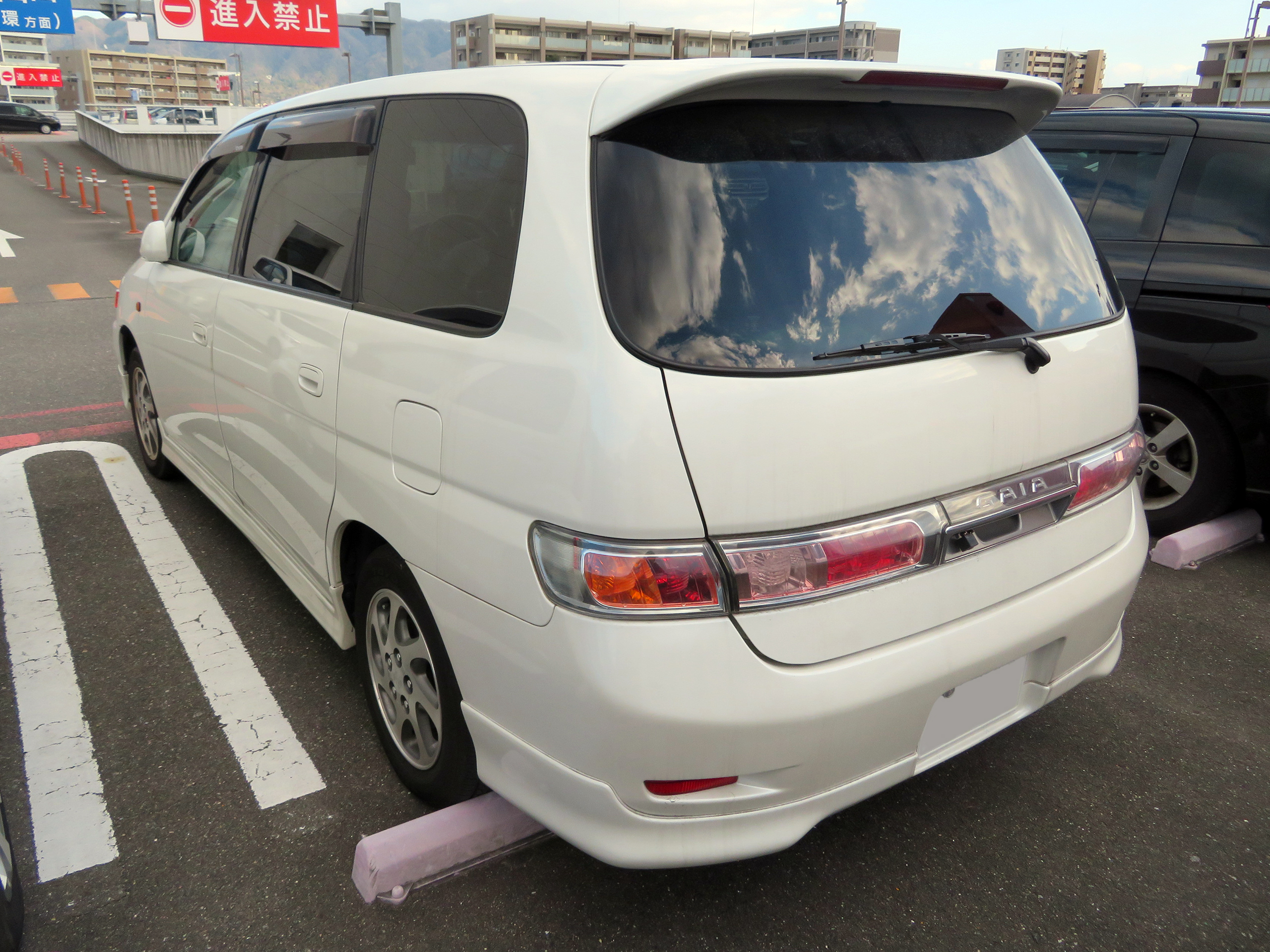
토요타 가이아 (후기형) 후측면